# Теорема Планшереля
Теоремою Планшереля у гармонічному аналізі називається твердження про властивості функцій дійсної змінної і їх перетворень Фур'є. Теорема доведена швейцарським математиком Мішелем Планшерелем у 1910 році.

## Твердження теореми
Якщо комплекснозначна функція f, визначена на множині дійсних чисел належить просторам {\displaystyle L^{1}(\mathbb {R} )} і {\displaystyle L^{2}(\mathbb {R} )}, тоді її перетворення Фур'є, яке є комплекснозначною функцією дійсної змінної, що визначається як:
{\displaystyle {\widehat {f}}(\xi )=\int _{-\infty }^{\infty }f(x)e^{-2\pi i\xi x}\,dx,}
теж є функцією із {\displaystyle L^{2}(\mathbb {R} )}. До того ж виконується формула Планшереля — Персеваля:
{\displaystyle \int _{-\infty }^{\infty }f(x){\overline {g(x)}}\,dx=\int _{-\infty }^{\infty }{\widehat {f}}(\xi ){\overline {{\widehat {g}}(\xi )}}\,d\xi ,}
де {\displaystyle f,g} є двома функціями, що задовольняють вказані умови, а {\displaystyle {\widehat {f}},{\widehat {g}}} — їх перетвореннями Фур'є.
Зокрема:
{\displaystyle \int _{-\infty }^{\infty }|f(x)|^{2}\,dx=\int _{-\infty }^{\infty }|{\widehat {f}}(\xi )|^{2}\,d\xi }.
Одержані таким чином функції {\displaystyle {\widehat {f}}} утворюють щільну підмножину у {\displaystyle L^{2}(\mathbb {R} )} і відображення {\displaystyle f\to {\widehat {f}}} із простору функцій {\displaystyle L^{1}(\mathbb {R} )\cap L^{2}(\mathbb {R} )} можна продовжити до унітарного оператора на просторі {\displaystyle L^{2}(\mathbb {R} )}.

## Доведення формули Планшереля — Персеваля
У випадку коли {\displaystyle f,g} належать деякому хорошому класу функцій, наприклад є функціями Шварца, можна дати просте доведення формули за допомогою оберненого перетворення Фур'є. У цьому випадку 
{\displaystyle g(x)=\int _{-\infty }^{\infty }{\widehat {g}}(\xi )e^{2\pi i\xi x}\,d\xi }
і з властивостей комплексного спряження також
{\displaystyle {\overline {g(x)}}=\int _{-\infty }^{\infty }{\overline {{\widehat {g}}(\xi )}}e^{-2\pi i\xi x}\,d\xi .}
Тоді 
{\displaystyle {\begin{aligned}\int _{-\infty }^{\infty }f(x){\overline {g(x)}}\,dx&=\int _{-\infty }^{\infty }f(x)\left(\int _{-\infty }^{\infty }{\overline {{\widehat {g}}(\xi )}}e^{-2\pi i\xi x}\,d\xi \right)dx\\&=\int _{-\infty }^{\infty }\int _{-\infty }^{\infty }f(x){\overline {{\widehat {g}}(\xi )}}e^{-2\pi i\xi x}\,d\xi dx\\&=\int _{-\infty }^{\infty }\int _{-\infty }^{\infty }f(x){\overline {{\widehat {g}}(\xi )}}e^{-2\pi i\xi x}\,dxd\xi \\&=\int _{-\infty }^{\infty }\left(\int _{-\infty }^{\infty }f(x)e^{-2\pi i\xi x}\,dx\right){\overline {{\widehat {g}}(\xi )}}d\xi \\&=\int _{-\infty }^{\infty }{\widehat {f}}(\xi ){\overline {{\widehat {g}}(\xi )}}\,d\xi .\end{aligned}}}